# Parc de Passy

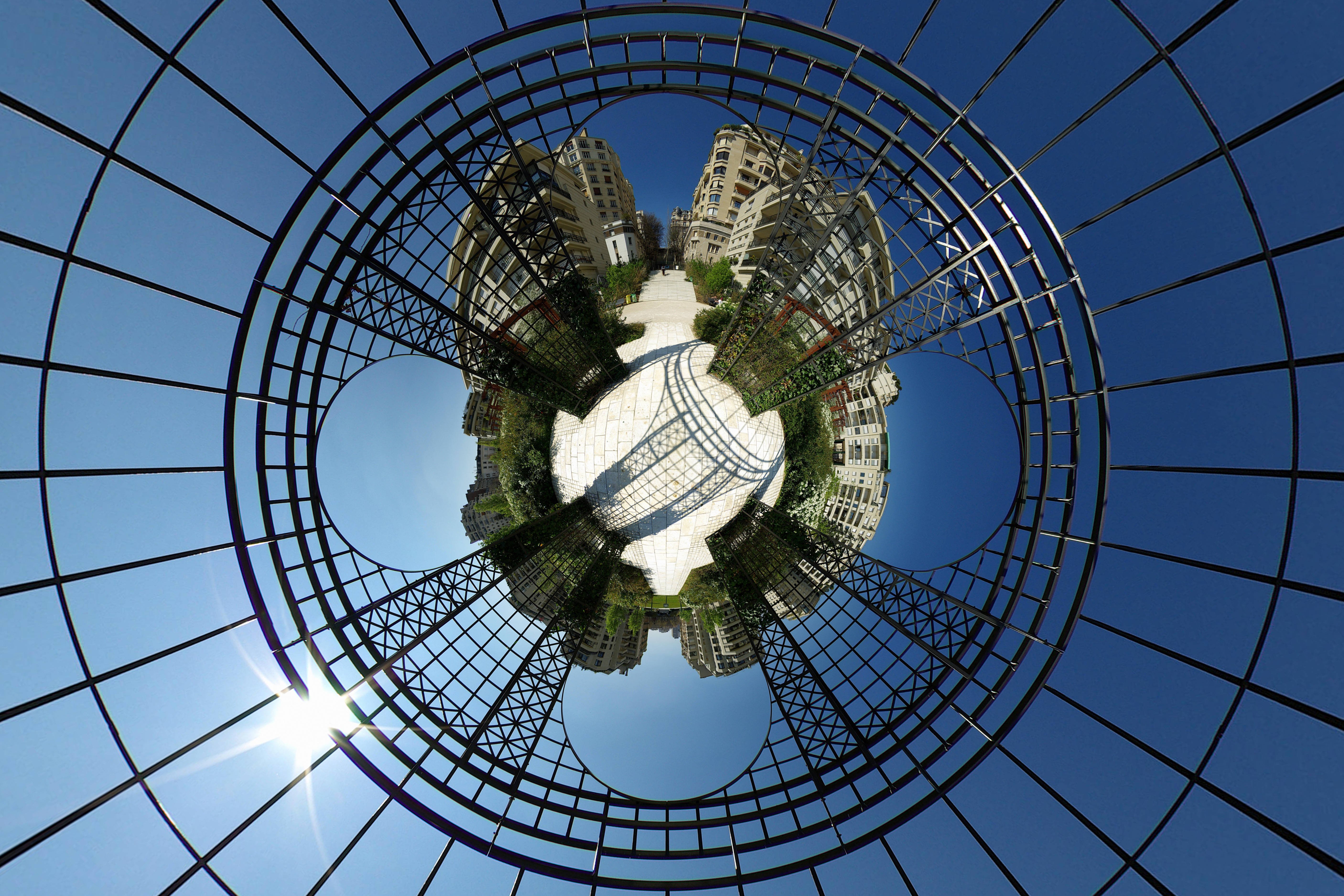
Parc de Passy, „malá planeta“ po projekci na kulovou plochu, kulové panorama

Parc de Passy (Park Passy) je veřejný park v Paříži v 16. obvodu. Nachází se na pravém břehu mírně se svažujícím k Seině. Park vznikl v roce 2004 a má rozlohu 14 000 m2. Jeho charakteristikou jsou pergoly s květinami a centrální trávník. Součástí parku je též dětské hřiště o ploše 200 m2.